# Petaloproctus macrodentatus
Petaloproctus macrodentatus är en ringmaskart som beskrevs av Lee och Paik 1986. Petaloproctus macrodentatus ingår i släktet Petaloproctus och familjen Maldanidae. Inga underarter finns listade i Catalogue of Life.